# Nguyễn Thị Huyền Diệu
Nguyễn Thị Huyền Diệu (16 de noviembre de 1980) es una deportista vietnamita que compitió en taekwondo. Ganó una medalla en los Juegos Asiáticos de 2002, y tres medallas en el Campeonato Asiático de Taekwondo entre los años 2000 y 2004.

## Palmarés internacional
| Juegos Asiáticos    | Juegos Asiáticos         | Juegos Asiáticos  | Juegos Asiáticos |
| Año                 | Lugar                    | Medalla           | Categoría        |
| ------------------- | ------------------------ | ----------------- | ---------------- |
| 2002                | Busan (Corea del Sur)    | Medalla de plata  | –47 kg           |
| Campeonato Asiático |                          |                   |                  |
| Año                 | Lugar                    | Medalla           | Categoría        |
| 2000                | Hong Kong (China)        | Medalla de bronce | –47 kg           |
| 2002                | Amán (Jordania)          | Medalla de plata  | –47 kg           |
| 2004                | Seongnam (Corea del Sur) | Medalla de plata  | –47 kg           |